# ستيف ماكونيل
ستيف ماكونيل (بالإنجليزية: Steve McConnell)‏ هو عالم حاسوب ومهندس أمريكي، ولد في 3 سبتمبر 1962.

## وصلات خارجية
- ستيف ماكونيل على موقع إن إن دي بي (الإنجليزية)